# نشان تمثال همایون

نشان تمثال همایون با فرتور مظفرالدین شاه قاجار در موزه لیوروست کامارن.

نشان تمثال همایون از نشانهای سلطنتی دوران قاجار است که از طرف شخص حاکم و در ازای خدمات ارزنده به صاحب منصبان درجه یک کشورهای خارجی اعطا می‌شد.

## پیشینه
نخستین نشان تمثال همایون که از دوران قاجار بدست آمده، مربوط به فتحعلی شاه قاجار است که تنوع آن در دوران ناصرالدین شاه به اوج خود رسید. این نشان با انقراض سلسله قاجار و آغاز حکومت پهلوی در سال ۱۳۰۴ خورشیدی ملغی شد.

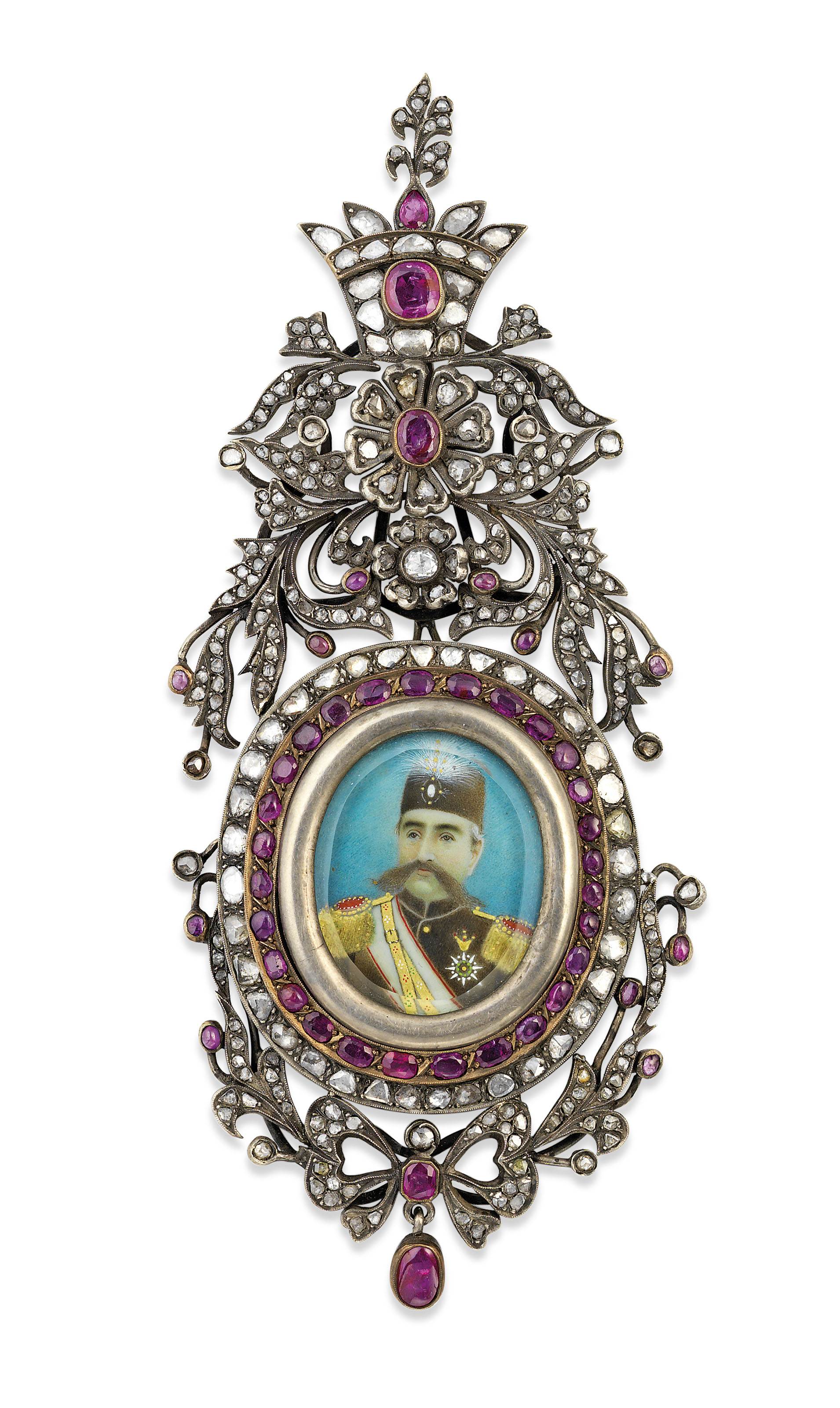
نشان تمثال همایون مظفرالدین شاه

## نامگذاری، طراحی و ساخت

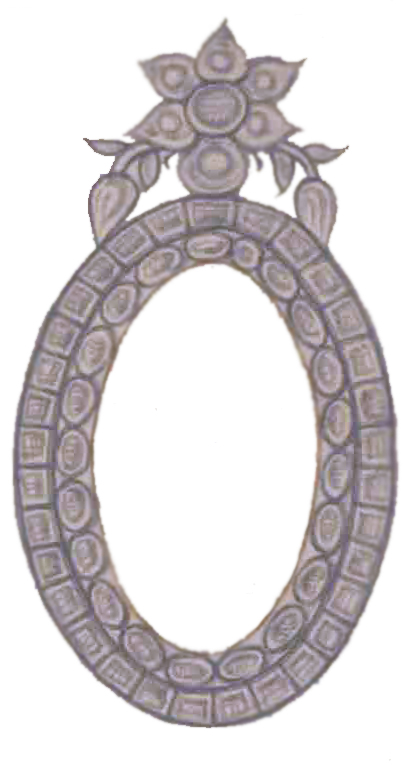
طرح محل تعبیه نشان تمثال همایون (از کتاب نشان‌های دولت ایران، ۱۲۳۶)

علت نامگذاری این نشان تحت عنوان تمثال همایونی، نقاشی تصویری میناکاری شده از شاه قاجار در قابی بیضی شکل بود که اطراف آن با جواهرات سلطنتی گرانقیمت نظیر الماس و یاقوت تزئین شده بود. تراش نگین‌های آن عمدتاً از نوع فلامکی بود که تراش رایج جواهرات در زمان قاجاریه است. جنس این نشان عمدتاً از طلا بود.
در اوایل قرن نوزدهم میلادی، این نشان بعنوان نشان درجه دو و بعد از نشان شیر و خورشید در نظر گرفته می‌شد. از اینرو در سال ۱۲۰۷ خورشیدی نشان درجه یک شیر و خورشید به جان کینیر مک دونالد، دیپلمات انگلیسی، اعطا شد. فتحعلی‌شاه قصد داشت همین نشان را به دستیار مک دونالد، دکتر جان مک نیل، نیز اعطا نماید. این عمل فتحعلی‌شاه با اعتراض مک دونالد مواجه شد و درنتیجه مک نیل نشان فتحعلی‌شاه را به عنوان نشان درجه دو دریافت نمود. نشان اعطایی به مک نیل حاوی تصویری از فتحعلی‌شاه در لباس سنتی ایران بود که دارای قاب و تزئیناتی از الماس بود.
محمد شاه قاجار برای تحکیم سلسله قاجار، تصویرگری مینیاتوری از خود را در لباس سنتی همانند پدربزرگش، فتحعلی‌شاه، ادامه داد و آن را به عنوان بخشی از لباس اروپایی و جدید خود پذیرفت. با این کار او مشروعیت سلسله قاجار را تقویت کرد و پیش زمینه ای برای پسرش ناصرالدین شاه فراهم آورد که این عمل را با پوشیدن میراث پدر ادامه داد.
از سال ۱۲۲۷ خورشیدی، ناصرالدین شاه قاجار، نشان تمثال همایونی را به عنوان نشان درجه یک و بالاترین نشان شیر و خورشید در نظر گرفت.
نشان تمثال همایون از سال ۱۲۸۶ دارای سه درجه شد: نشان‌های درجه یک تا سه به ترتیب دارای سه، دو و یک ردیف الماس در کنار تصویر مینیاتوری و میناکاری شده شاه بودند.
از تصویرگران تمثال ناصرالدین‌شاه بر روی این نشان، مَتیو دِروشه از پاریس و ابوالحسن غفاری (صنیع الملک) بودند.

## کاربرد
نشان تمثال همایونی به درباریان با بالاترین درجه حکومتی، فرستاده‌های ویژه و رده بالای خارجی مانند سفیران تعلق می‌گرفت. این نشان با الهام از مبادله هدایای دیپلماتیک که در بین کشورهای روسیه تزاری، فرانسه ناپلئونی و امپراتوری عثمانی مرسوم بود، هدیه ای با نقش مینیاتوری از شاه ایران در سطح ملی و بین‌المللی در آن زمان محسوب می‌شد.